# Carlo del Balzo
Carlo del Balzo (San Martino Valle Caudina, 30 marzo 1853 – San Martino Valle Caudina, 25 aprile 1908) è stato uno scrittore, politico e letterato italiano, protagonista poliedrico della stagione del naturalismo italiano.

## Attività letteraria
Del Balzo fu uno scrittore verista, impegnato nella costruzione di un ciclo, quello dei Deviati. Pur non raggiungendo i livelli artistici di grandi autori contemporanei (fra tutti Verga e la Serao) è certamente una figura interessante soprattutto per la ricchezza della dimensione narrativa, i cui debiti sono riconoscibili nei riguardi dell'estetica desanctisiana e di quella zoliana.

## L'impegno politico
Nel 1890 e nel 1892 fu candidato al parlamento con i partiti dell'estrema sinistra nel collegio elettorale di Mirabella Eclano, ma fu dopo qualche anno che divenne deputato (legislature 1897-1900 e 1900-1904). Repubblicano, legato alla tradizione risorgimentale e garibaldina, intese la sua militanza politica soprattutto come impegno morale.
Era quindi destinato a entrare rapidamente in collisione con la realtà trasformistica della vita parlamentare del tempo, in cui il malcostume politico era molto diffuso. La sua opera forse più riuscita, il romanzo Le Ostriche (1901), allude appunto ai parlamentari cosiddetti ministeriali, attaccati come le ostriche al governo per ottenerne la rielezione attraverso la distribuzione clientelare del potere.
Il giudizio sulla politica del tempo è quindi impietoso. Scrive infatti in Di alcune cause della presente decadenza parlamentare: "Ormai, purtroppo si sa, ci troviamo innanzi questa catena: il sindaco vende la sua coscienza al deputato, e il deputato vende la sua coscienza al Ministero per il bene inseparabile del re e della patria".
Ma la sua polemica si rivolse anche a Napoli, città di cui seppe denunciare la decadenza e il fenomeno camorristico, oltre all'influenza di questo sulle liste elettorali anche nel governo locale.

## Fonte
- Paola Villani, Carlo Del Balzo tra letteratura e politica, Edizioni Scientifiche Italiane.